# インプラント

様々なインプラント
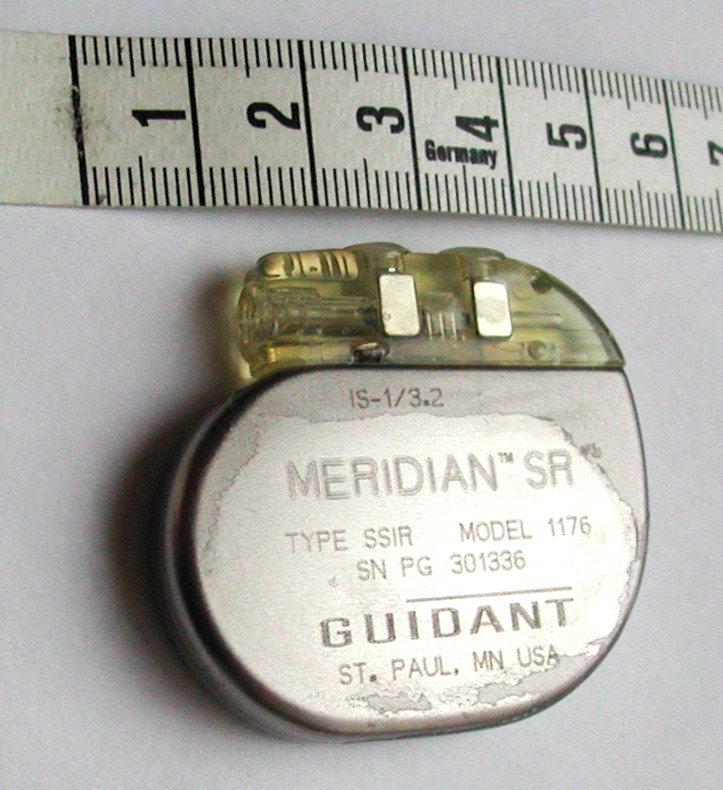
心臓ペースメーカー
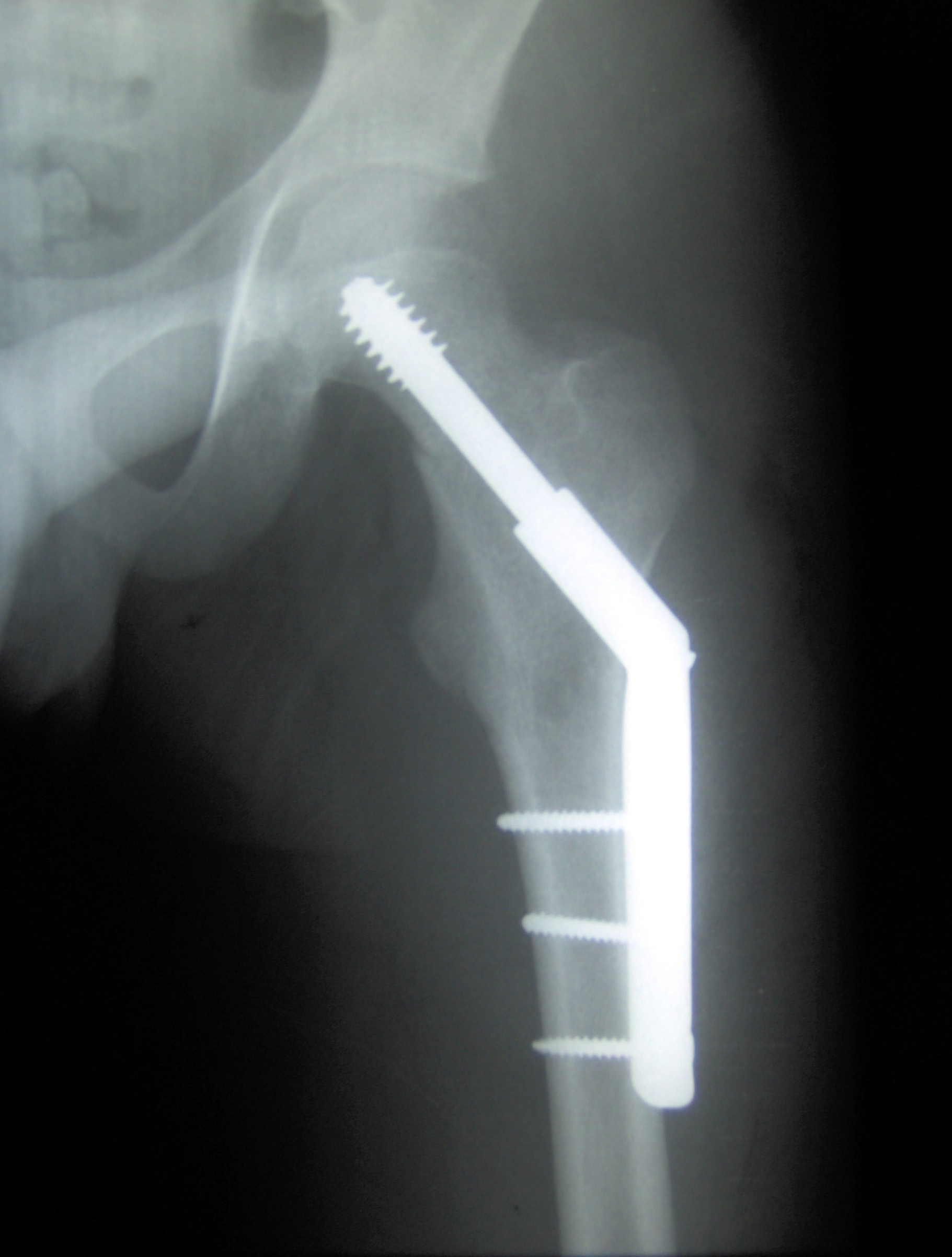
骨に埋め込まれたインプラント
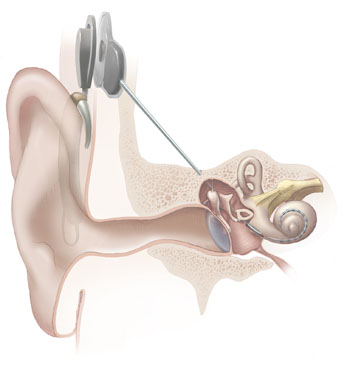
人工内耳のインプラント

インプラント（implant）とは、体内に埋め込まれる器具の総称である。
医療目的で広く行われ、失われた歯根に代えて顎骨に埋め込む人工歯根（デンタルインプラント）、骨折・リウマチ等の治療で骨を固定するためのボルトなどがある。
心臓ペースメーカー、人工内耳の埋め込み部分のように電力が必要なインプラントもある。通常の機械のように有線での電力供給はできず電池交換も難しいため、電磁誘導や長寿命の原子力電池などが使われる。
美容目的、特に豊胸目的で乳房に埋め込むインプラントや胸、ふくらはぎ、腹部など筋肉のインプラント、ファッション目的や性具として皮下や粘膜下に埋め込むインプラントもある。
諜報目的で埋め込まれるものも確認されている。

## デンタルインプラント
う蝕（虫歯）や歯周病などで歯を喪失したあとに、チタン製あるいはチタン合金製の支柱を顎の骨に埋め込み、それを土台として歯を修復する治療をデンタルインプラント治療といい、使用されるチタン製あるいはチタン合金製の支柱をデンタルインプラントという。骨の中に埋め込んで用いるという点では、関節の再建や骨折の固定に用いられる各種整形外科インプラントと同じカテゴリーに属し、学術的にこれらは骨内インプラントと分類されている。最近では、デンタルインプラントを単にインプラントと呼ぶ名称も一般化している。デンタルインプラントの同義語には、口腔インプラント、歯科インプラント、人工歯根などがある。インプラント治療（ここではデンタルインプラント治療をそう呼ぶ）は、従来の取り外し式の義歯やブリッジと比較して、機能的、審美的に優れていること、周囲の歯を削ったりする必要がないことなどの利点が挙げられる。最新の統計では、日本でも30歳以上の成人において、50人に1－2人が治療をうけている一般的な歯科治療法となっている。

### インプラント治療
一般的な治療の流れは、インプラントを骨の中に埋め込み、インプラントと骨が十分に接着するのを待ってから、その上部に歯を作成する。インプラントと骨が接着する過程を骨結合とよび、通常は、2－6か月を要する。インプラントを埋め込む前に骨を増やす手術などが必要な場合には、1年以上待つこともある。
外科手術が必要であり、事故や合併症のリスクがあることが報道でも取り上げられ、インプラント治療の安全性の確保に対する意識が高まっている。インプラント治療の成功の鍵を握る一つの重要な条件は、インプラントと骨が十分に接着し、インプラントがあごの骨の中で動揺することなく安定することであるが、その安定が得られず失敗に終わることも相当数ある。失敗の確率は、症例の難易度や患者の骨の状態などによって異なり、比較的簡単な症例でも8－9％程度、難しい症例では10－15％以上に及ぶこともある。

### インプラントの光機能化
近年、インプラント治療を大きく進歩させる潜在性をもつ技術「インプラントの光機能化」が開発され、臨床応用も急速に広まっている。インプラントの光機能化とは、チタンあるいはチタン合金製のデンタルインプラントや整形外科用の各種インプラントを、使用前に、適正な条件の光で処理することにより、インプラントが骨と接着する能力や周囲に骨を造る能力、いわゆる骨結合（オッセオインテグレーション）能力を飛躍的に高める技術である。この現象、効果、ならびにメカニズムは、UCLA歯学部の小川隆広教授により発見された。近年の研究では、光機能化により、インプラントの成功率の向上、接着に要する期間（歯を作成するまでの期間）の短縮、より侵襲の少ないインプラント（例えば短いインプラントを使うことができれば外科的合併症のリスクは減る）の使用の拡大を示唆する結果が得られている。インプラント治療の安心と安全を向上させる技術として大きく期待されている（詳細はインプラントの光機能化の項を参照）。